# Депо Засулаукс (остановочный пункт)
Депо За́сулаукс (латыш. Zasulauka Depo), или просто «Депо» — остановочный пункт железной дороги, расположенный в микрорайоне Засулаукс на территории Земгальского предместья города Риги на электрифицированной железнодорожной линии Торнякалнс — Тукумс II. Открыт в 1960 году.
Остановочный пункт находится рядом с вагоноремонтным центром «Засулаукс» (бывшее локомотивное депо «Засулаукс», позже — Засулаукское депо моторных вагонов). Часть электропоездов, следующих по линии Торнякалнс — Тукумс II, на остановочном пункте не останавливается.

## Галерея

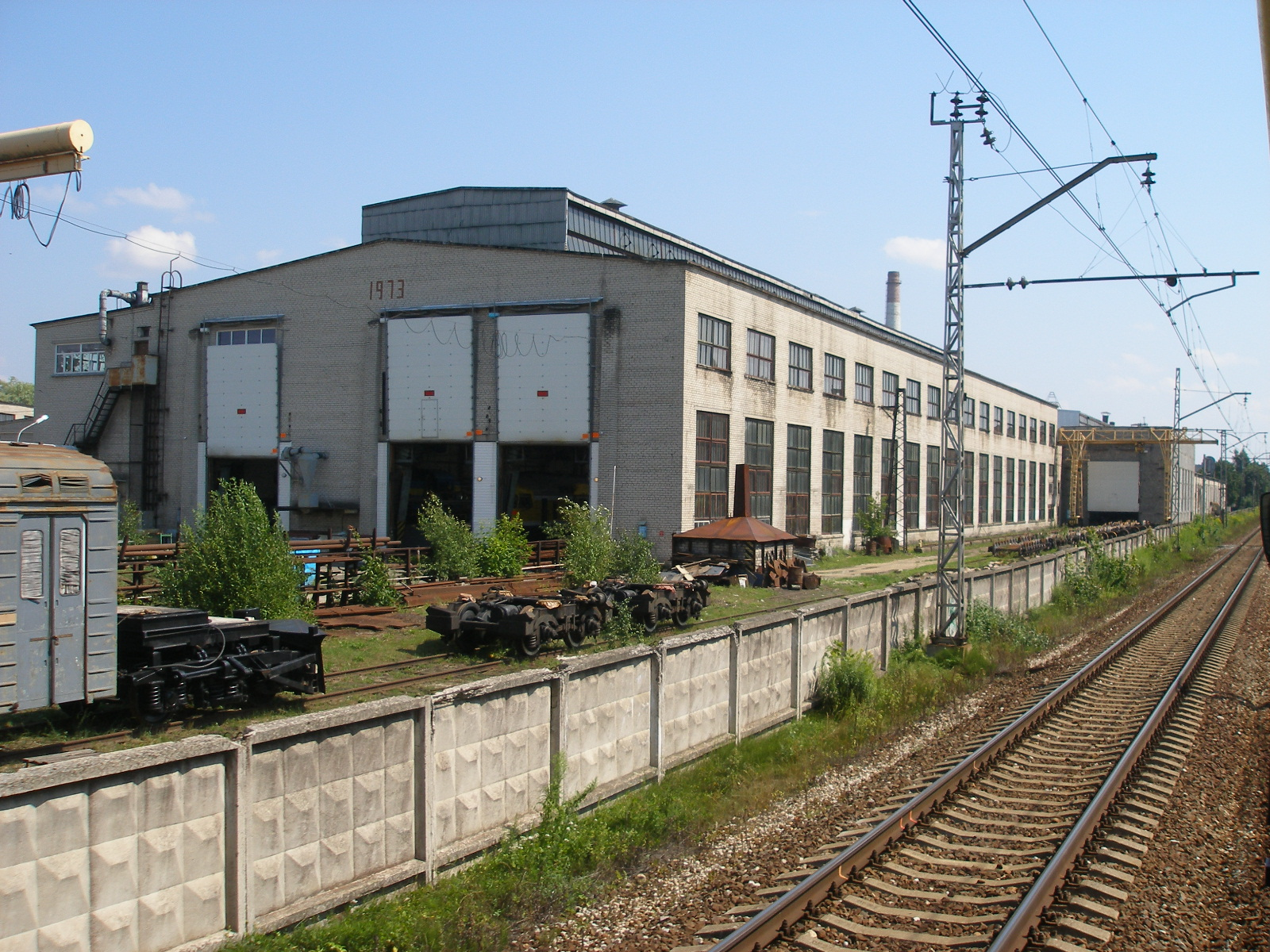
Здание вагоноремонтного центра
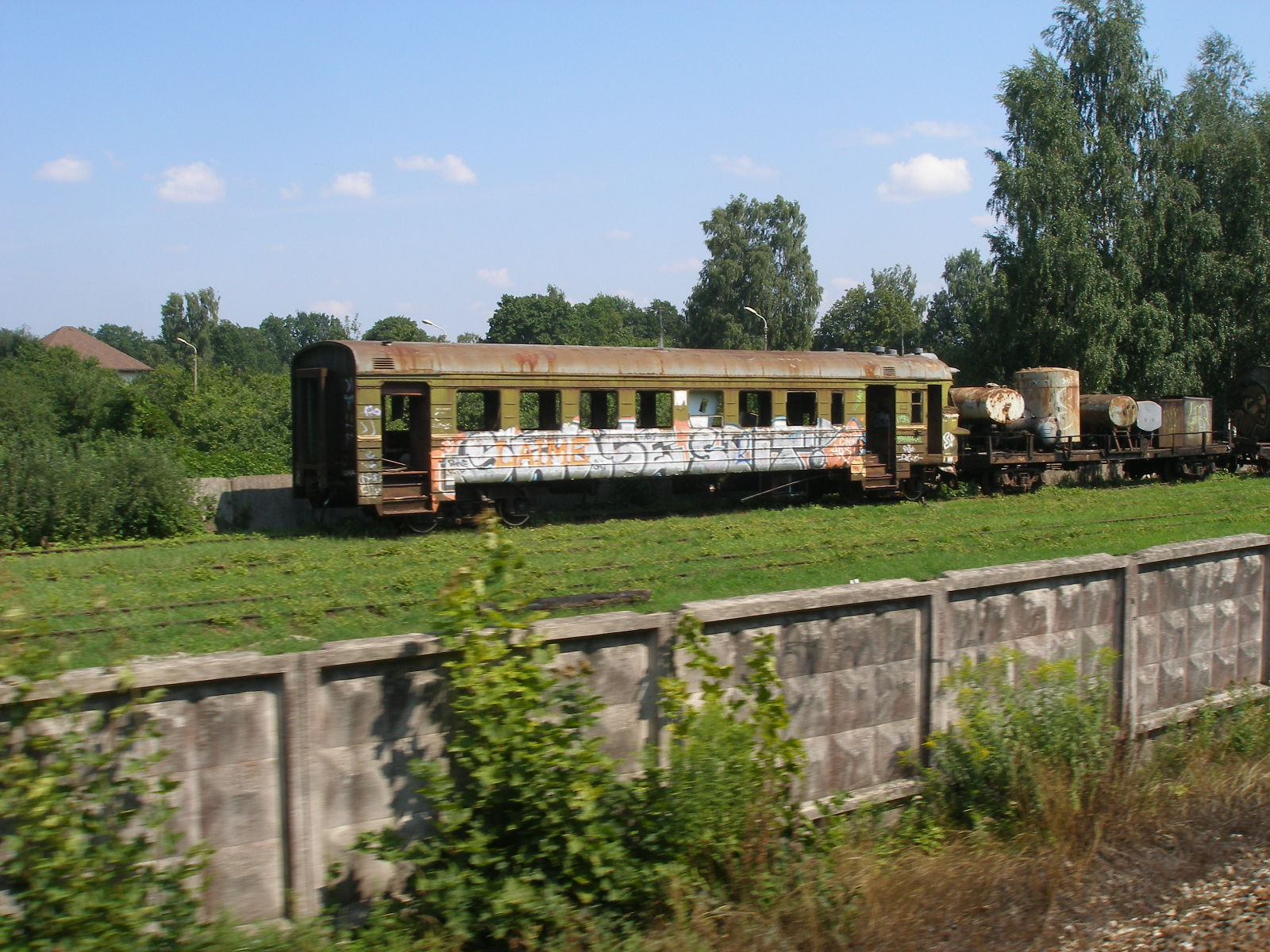
Старый головной вагон электропоезда ЭР2 на территории центра
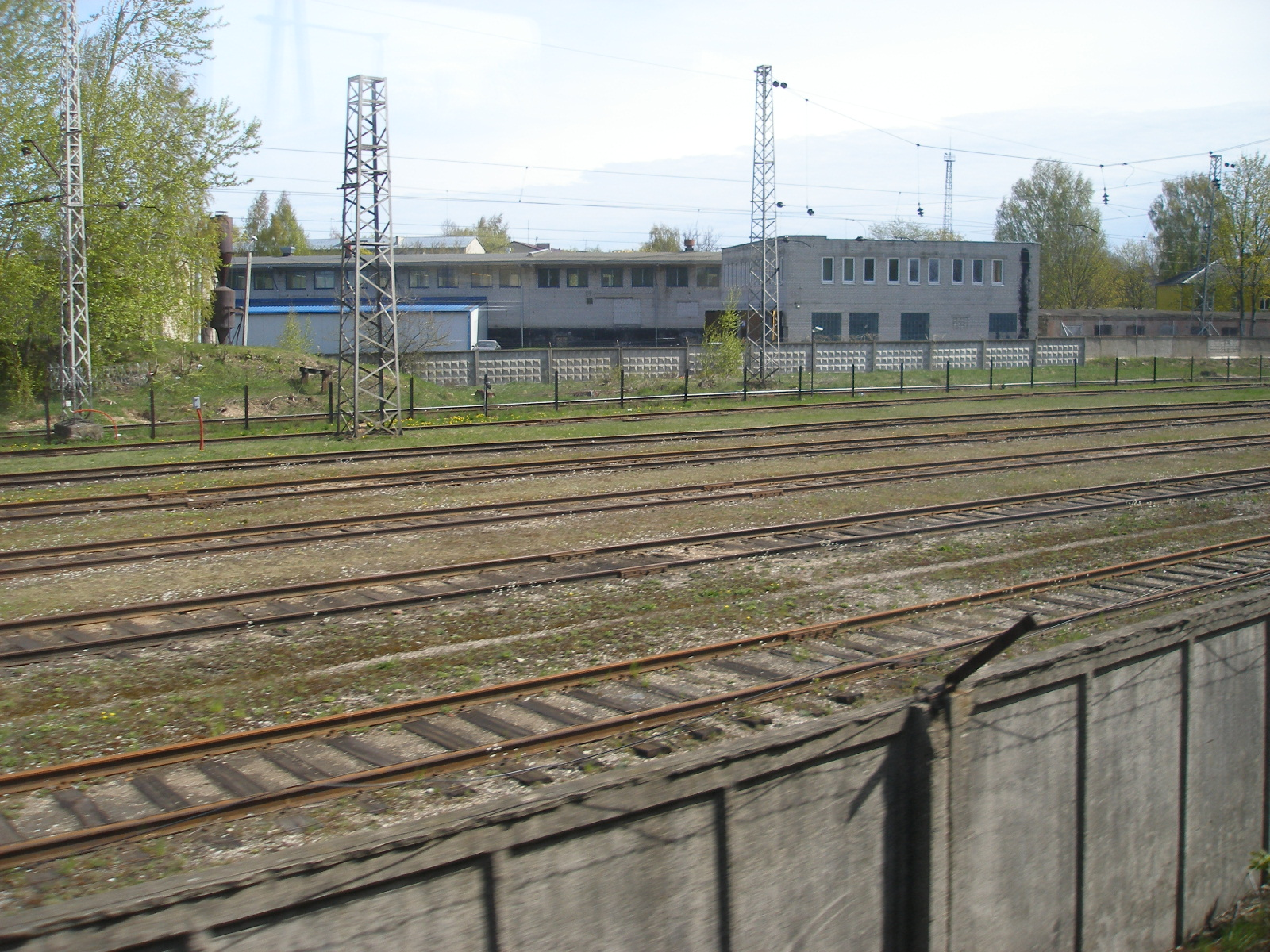
Пустые пути Засулаукского депо, после продажи старых вагонов на металл (2011 год)
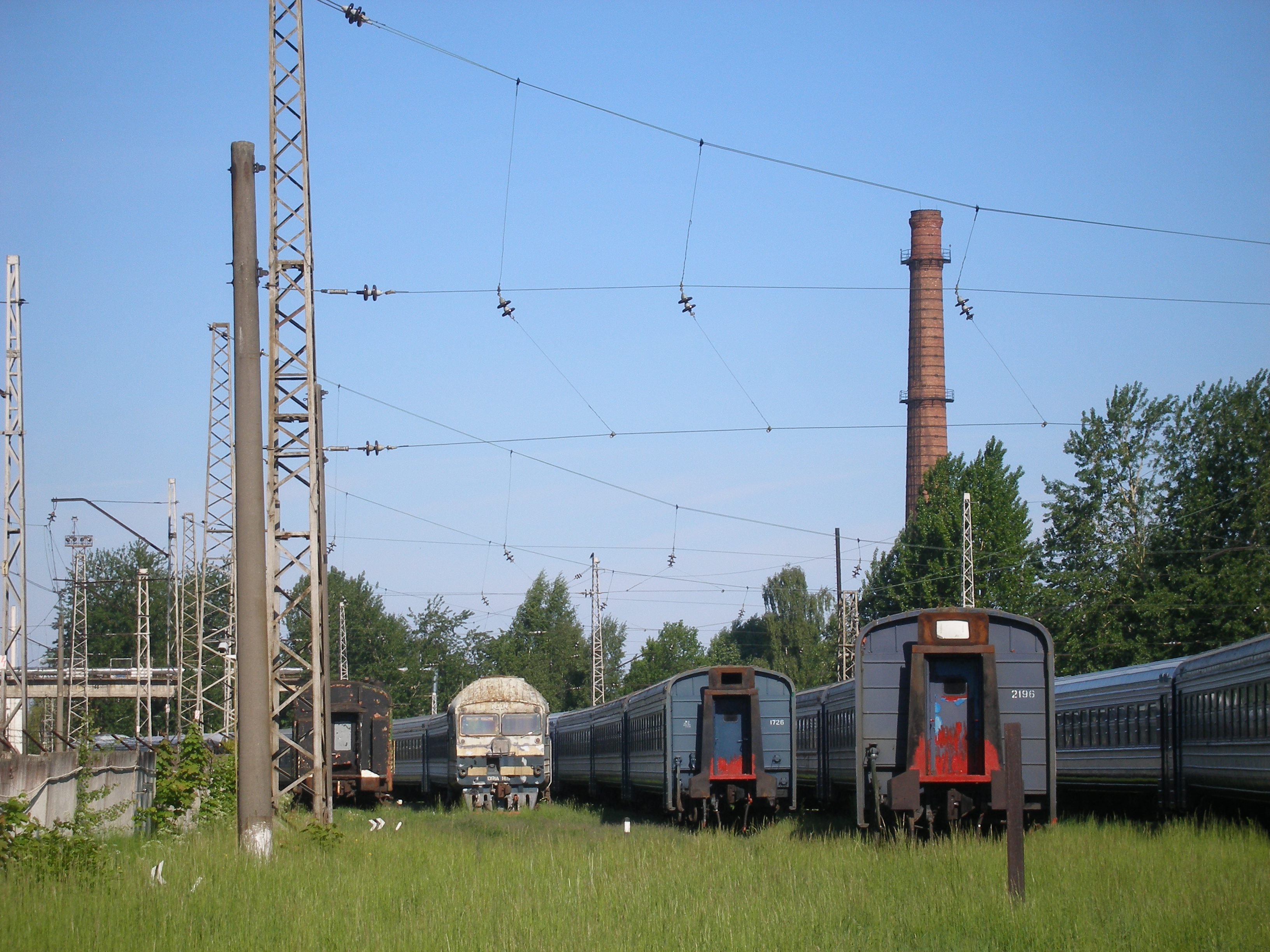
Старые дизельные поезда в депо Засулаукс. 2010 год